# Olga Vittoria Gentilli
Olga Vittoria Gentilli (Napoli, 19 luglio 1888 – Rapallo, 29 maggio 1957) è stata un'attrice italiana.

## Biografia
Molto popolare e apprezzata sia in Italia che all'estero, iniziò a recitare nel 1908 per poi proseguire la sua attività nella compagnia Andò-Paoli-Gandusio. Nel 1913 fu seconda donna con Ruggero Ruggeri e quindi arrivò ad avere il nome in ditta nel 1917 con la Carini-Gentilli e la Carini-Gentilli- Baghetti che durò sino al 1920. Nel 1921 divenne prima donna con Luigi Chiarelli e Armando Falconi per poi passare ad altre compagnie e recitare accanto a Ruggero Capodaglio, Sergio Tofano, Vittorio De Sica, Kiki Palmer ed Ernesto Sabbatini. Durante la guerra, dopo aver partecipato anche alle recite estive a Taormina, entrò nella Torrieri-Tofano e quindi con la Maltagliati-Benassi per tornare infine con Tofano verso l'inizio degli anni cinquanta.
Esordì nel cinema nel 1933 (Al buio insieme, La maestrina, Non c'è bisogno di denaro) e prese parte a numerosi film fino al 1953.
Frequenti le partecipazioni alla prosa radiofonica dell'EIAR e della Rai, sia nelle commedie che nei radiodrammi, come componente della Compagnia del Teatro della Radiotelevisione italiana.
La Gentilli fu attiva anche durante i primi anni della televisione e nel doppiaggio.

## Prosa radiofonica Eiar
- Gomme a terra a tremila metri, commedia di Rosso di San Secondo, regia di Alberto Casella, trasmessa il 28 aprile 1937
- Il cuore in due, commedia di Cesare Giulio Viola, regia di Alberto Casella, trasmessa il  29 luglio 1937

## Prosa radiofonica Rai
- Una lontana parente, commedia di Eligio Possenti, regia di Anton Giulio Majano, trasmessa  1 marzo 1948
- Volpone, di Ben Jonson, regia di Pietro Masserano Taricco, trasmessa il 26 settembre 1952
- Le dame e gli ussari di Aleksander Fredro, regia di  Pietro Masserano Taricco, trasmessa il 5 ottobre 1955.

## Prosa televisiva Rai
- Il processo di Mary Dufan di Bayard Veller, regia di Claudio Fino, trasmessa il 25 novembre 1954.
- Zio Vania di Anton Čechov, regia di Silverio Blasi, trasmessa l'11 marzo 1955.
- La vedovella, regia di Daniele D'Anza, trasmessa il 16 aprile 1956.
- I dialoghi delle carmelitane di Georges Bernanos, regia di Tatiana Pavlova, trasmessa il 2 novembre 1956.

## Teatrografia parziale
- Con un palmo di naso, rivista di Michele Galdieri, regia dell'autore, prima al Teatro Valle di Roma il 26 giugno 1944.
- La rappresentazione di Santa Uliva di Anonimo Fiorentino del XIV secolo, regia di Gualtiero Tumiati e Beryl Tumiati. Cortile della Sapienza di Roma, 31 agosto 1944.

## Filmografia
- Al buio insieme, regia di Gennaro Righelli (1933)
- Il treno delle 21,15, regia di Amleto Palermi (1933)
- Non c'è bisogno di denaro, regia di Amleto Palermi (1933)
- Il serpente a sonagli, regia di Raffaello Matarazzo (1935)
- L'albero di Adamo, regia di Mario Bonnard (1936)
- Vivere!, regia di Guido Brignone (1937)
- Napoli d'altri tempi, regia di Amleto Palermi (1938)
- Follie del secolo, regia di Amleto Palermi (1939)
- Processo e morte di Socrate, di Corrado D'Errico (1940)
- Melodie eterne, regia di Carmine Gallone (1940)
- Il signore della taverna, regia di Amleto Palermi (1940)
- L'avventuriera del piano di sopra, regia di Raffaello Matarazzo (1941)
- Caravaggio, il pittore maledetto, regia di Goffredo Alessandrini (1941)
- Un garibaldino al convento, regia di Vittorio De Sica (1942)
- Tentazione, regia di Aldo Frosi e Hans Hinrich (1942)
- Due cuori, regia di Carlo Borghesio (1943)
- Ho tanta voglia di cantare, regia di Mario Mattoli (1943)
- L'onorevole Angelina, regia di Luigi Zampa (1947)
- Cuore, regia di Duilio Coletti (1948)
- Fabiola, regia di Alessandro Blasetti (1949)
- Altri tempi, epis. Pot-pourri di canzoni, regia di Alessandro Blasetti (1952)
- Giuseppe Verdi, di Raffaello Matarazzo (1953)

## Doppiatrici
- Tina Lattanzi in Tentazione
- Giovanna Scotto in Il barone Carlo Mazza